# Mar Ampurdanès i Gutiérrez
Mar Ampurdanès i Gutiérrez   (Caldes de Montbui, 1996) és una activista i política catalana.

## Trajectòria
Membre activa de l'Esquerra Independentista, va militar en el Sindicat d'Estudiants dels Països Catalans i del 2016 al 2018 va ser la portaveu d'Arran, organització de la qual va formar part fins almenys el 2021. Està vinculada a la Candidatura d'Unitat Popular d'ençà del 2015 i actualment milita a Alerta Solidària. Al llarg dels anys s'ha implicat en altres col·lectius socials, com ara l'Assemblea de Joves de Caldes de Montbui i l'Assemblea de Dret de la UAB.
Pel que fa a la formació acadèmica, va fer l'Educació Secundària Obligatòria a l'Institut Manolo Hugué. Va començar l'etapa postobligatòria estudiant Història a la Universitat Autònoma de Barcelona, tot seguit hi va cursar mig grau de Dret i finalment es va canviar a la Universitat Oberta de Catalunya per a acabar Dret.
En les eleccions al Parlament de Catalunya de 2021, va presentar-se com a novena de la llista de la coalició CUP-G per a la circumscripció de Barcelona, però no hi va entrar. Més tard, el 19 de setembre del 2023, va prendre el relleu a Eulàlia Reguant com a diputada al Parlament de Catalunya en representació de la CUP després que Reguant renunciés. Els tres candidats precedents (Carles Solà, Maria Sirvent i Marc Cerdà) van declinar d'assumir el càrrec per motius personals. Dins de la cambra, el 10 de maig del 2022 va ser nomenada l'assistent de la Secretaria Tercera de la Mesa per la presidenta Laura Borràs.
Va ser jutjada juntament amb cinc altres membres d'Arran per un atac a la seu del Partit Popular a Barcelona, imputada per desafiar l'ordre públic, però finalment tots sis van ser absolts.

## Vida personal
Filla del metge Sergi Ampurdanès Mingall, la seva família disposa d'un xalet al municipi de Palau-solità i Plegamans o al barri de la Font dels Enamorats a Caldes de Montbui. Durant un temps, ella va viure a Cerdanyola del Vallès.